# Tart trứng sữa
Bánh tart trứng sữa hoặc flans pâtissier là một bánh pastry bao gồm một lớp vỏ bánh bên ngoài đầy trứng sữa và được nướng.

## Lịch sử
Sự phát triển của sữa trứng có mối liên hệ mật thiết với bánh tart hoặc bánh trứng mà từ này xuất phát từ crustade Anglo-Norman * (không được kiểm chứng), có nghĩa là một loại bánh. Nó có nguồn gốc từ lớp vỏ Anglo-Norman (> lớp vỏ kiểu Anh) tương ứng với croust của Pháp. Nó có liên quan đến croustade của Pháp thế kỷ 18 có lẽ mượn từ crostata của Ý (đã được đề cập từ thế kỷ 13), có nguồn gốc từ crosta (croûte trong tiếng Pháp), có lẽ nhiều hơn cả croustado « Chua cay ». Một số tên gọi khác của các loại bánh sữa trứng trong thời trung cổ là drapettes và darioles. Vào năm 1399, bữa tiệc đăng quang được chuẩn bị cho Henry IV bao gồm cả "doucettys".
Các công thức nấu ăn thời trung cổ thường bao gồm một hộp bánh ngọt và bánh phồng chứa đầy hỗn hợp kem, sữa hoặc nước dùng với trứng, chất làm ngọt như đường hoặc mật ong, và đôi khi là gia vị. Bí quyết tồn tại sớm nhất là vào thế kỷ thứ mười bốn vẫn có thể được nhận ra là bánh sữa trứng ngày nay. Bánh tart cũng có thể được chuẩn bị với sữa hạnh nhân trong thời gian nhịn ăn như Mùa Chay, mặc dù điều này khá tốn kém và sẽ chỉ dành cho những người khá giả. Thông thường, các thành phần thơm ngon như thịt lợn băm hoặc thịt bò tủy cũng đã được thêm vào (các kết hợp của các thành phần ngọt và mặn đã được phổ biến hơn trong thời Trung cổ Anh), nhưng không giống như một hiện đại khoái khẩu các món sữa trứng điền bản thân đã luôn ngọt ngào. Ở Bồ Đào Nha, những chiếc bánh có mùi quế; ở Anh hạt nhục đậu khấu thường được sử dụng.

## Phiên bản hiện đại

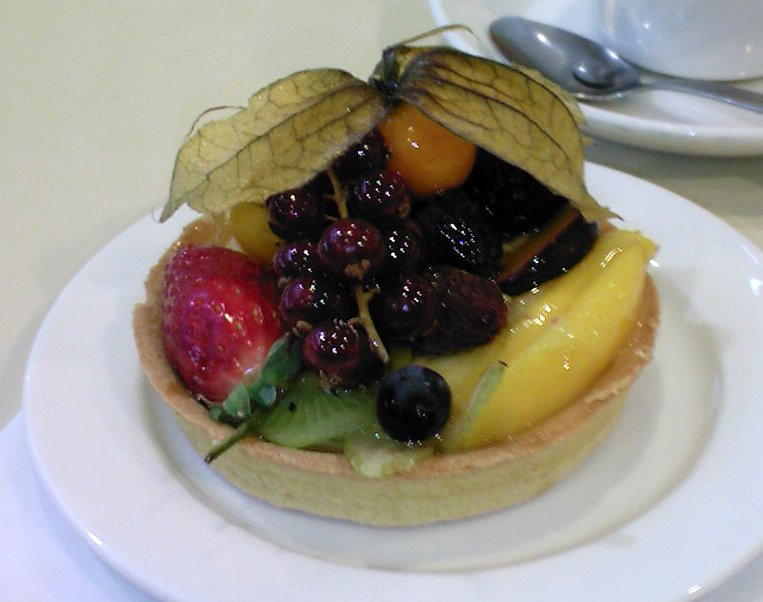
Một cái bánh tart trái cây với đầy mãng cầu.

Bánh pastry sữa trứng hiện đại thường được làm từ bánh ngọt, trứng, đường, sữa hoặc kem, và vani, rắc hạt nhục đậu khấu và nướng. Không giống như bánh trứng, bánh sữa trứng thường được phục vụ ở nhiệt độ phòng. Chúng có sẵn như là bánh cá nhân, thường khoảng 8 cm (3,1 in) ngang, hoặc như những chiếc bánh lớn hơn dự định được chia thành các lát.

### Anh và Khối thịnh vượng chung
Bánh tart trứng sữa từ lâu đã là một loại bánh pastry được yêu thích ở Anh và Khối thịnh vượng chung. Chúng thường được gọi là bánh trứng sữa trứng hoặc đơn giản là sữa trứng để phân biệt chất làm đầy trứng với các loại sữa trứng dựa trên bột ngô thường được phục vụ. Chúng được bán trong các siêu thị và tiệm bánh trên khắp Vương quốc Anh. Ở Anh, bánh sữa trứng được coi là một món ăn cổ điển của Anh. Một phiên bản của Marcus Wareing đã được chọn trong chương trình truyền hình Great British Menu của BBC là món cuối cùng của bữa tiệc mừng sinh nhật lần thứ 80 của Nữ hoàng Elizabeth.. Các tart được thực hiện dưới dạng một tart lớn duy nhất mà từ đó các lát cắt được cắt ra, hoặc như các starlets nhỏ hơn. Về mặt kinh điển, chúng luôn luôn đứng đầu chỉ với một bụi hoa quả nhục đậu khấu theo phong cách Pháp hoặc bụi quế theo phong cách Hà Lan không phải là điển hình.
Biến thể trong công thức cổ điển bao gồm bánh tart Manchester, nơi một lớp mứt được phết lên bánh ngọt trước khi thêm sữa trứng. Các phiên bản khác có thể có một số trái cây tươi, chẳng hạn như đại hoàng, nấu chín để làm đầy. Các phiên bản đứng đầu với sự sắp xếp công phu của trái cây cho thấy ảnh hưởng của pâtisserie của Pháp.

### Indonesia
Phiên bản tiếng Indonesia được gọi là pai susu (bánh sữa trứng) từ Bali. Bánh ngọt này bao gồm một lớp vỏ bánh bên ngoài chứa đầy sữa trứng cũng như sữa đặc và nướng. Trái ngược với các phiên bản khác của chiếc bánh này, phiên bản Indonesia này rất phẳng với phần nhân thực tế chỉ bao gồm một lớp sữa trứng rất mỏng. Các loại bánh tart khác của Indonesia là pastel de nata (bắt nguồn từ ẩm thực Bồ Đào Nha do mối quan hệ lịch sử).

### Pháp
Bánh tart trứng sữa ở Pháp - nơi chúng được gọi là pansissiers flans - phần nhân của chúng có thể chứa trái cây, làm cho chúng tương tự như clafoutis.

## Than khảo
1. ↑  "Custard tarts recipe". foodtolove.com.au. Bản gốc lưu trữ ngày 18 tháng 1 năm 2017. Truy cập ngày 18 tháng 5 năm 2016.
2. ↑  "Custard". Oxford English Dictionary, Second Edition. Oxford University Press. 1989. Truy cập ngày 14 tháng 12 năm 2007.
3. ↑  Site of CNRTL: etymology of croustade
4. 1 2  "Icon nominations > Egg custard tart". Icons — a portrait of England. Department for Culture, Media and Sport. Bản gốc lưu trữ ngày 6 tháng 6 năm 2008. Truy cập ngày 14 tháng 12 năm 2007.
5. ↑  Matterer, James L. (2000). "Daryols". A Boke of Gode Cookery — Medieval Recipe Translations. Truy cập ngày 14 tháng 12 năm 2007.
6. ↑  "Baking for Britain — Custard Tarts". 2006. Truy cập ngày 15 tháng 12 năm 2007.
7. ↑  Julian Baggini (ngày 18 tháng 2 năm 2015). "Custard tart fight: can the British version ever compete with Portugal's pastéis de nata?".
8. ↑  "Great British Menu — The Winning Menu". 2006. Bản gốc lưu trữ ngày 4 tháng 3 năm 2009. Truy cập ngày 14 tháng 12 năm 2007.
9. ↑  Bird, Fiona. "Recipes: Rhubarb and custard tart". Masterchef. BBC. Bản gốc lưu trữ ngày 16 tháng 1 năm 2008. Truy cập ngày 17 tháng 1 năm 2008.
10. ↑  Pie Susu Bali - Balinese Milk Custard Tart Recipe | Daily Cooking Quest

## Liên kết ngoại
- Lịch sử và công thức của bánh sữa trứng